# Dreamin’ (песня)
Dreamin' (с англ. — «Сновидение») — песня ирландского певца Эдди Фрила, представлявшего Ирландию на конкурсе «Евровидение» в 1995 году в Дублине. Автор музыки — Ричард Эббот, автор текста — Барри Вудс.

## О песне
Песня представляет собой балладу, в которой поётся о своём сне и о том, как свободно чувствуешь себя в нём, прежде чем проснуться.
Песня была исполнена вторым номером по порядку, после польской исполнительницы Юстины Стечковской с композицией «Sama» и перед композицией «Verliebt in Dich» немецкой группы «Stone & Stone». По итогам голосования она получила 44 очка, заняв 14-е место из 23. Этот результат стал неожиданностью, поскольку Ирландия выиграла предыдущие 3 конкурса (и фактически выиграет следующий). В следующем году Эймар Куинн, представлявшая Ирландию на конкурсе «Евровидение-1996» с песней «The Voice» стала победительницей конкурса.

## Критика
Песня вызвала споры в преддверии конкурса, так как было обнаружено, что она очень похожа на песню «Moonlight» американской исполнительницы Джули Феликс. Песня, занявшая второе место в финале, некоторое время рассматривалась для участия, пока не было объявлено, что «Dreamin'» может пройти.

## Чарты
| Chart (1995)   | Peak position |
| -------------- | ------------- |
| Ireland (IRMA) | 5             |

## Сингл
Также существует сингл «Dreamin'», состоящий из трёх треков: собственно «Dreamin'», «Remembering» и инструментальной версии «Dreamin'».

## Кавер-версии
Одним из самых известных исполнителей кавер-версии этой песни является российский певец Филипп Киркоров. Он исполняет её (хотя и в немного другой аранжировке) как в оригинале, так и на русском языке под названием «Тайна» с текстом Ильи Резника. Обе версии входят в его альбом «Скажи Солнцу: „Да!“» (CD-1, треки 9 и 10).